# Gare de Mihara
La gare de Mihara (三原駅, Mihara-eki) est une gare ferroviaire de la ville de Mihara, dans la préfecture de Hiroshima au Japon. Elle est exploitée par la compagnie JR West.

## Situation ferroviaire
La gare de Mihara est située au point kilométrique (PK) 245,6 de la ligne Shinkansen Sanyō et au PK 233,3 de la ligne principale Sanyō. Elle marque le début de la ligne Kure.

## Histoire
La gare a été inaugurée le 10 juin 1894.

## Service des voyageurs

### Accueil
La gare dispose d'un bâtiment voyageurs ouvert tous les jours, avec des guichets et des automates pour l'achat de titres de transport.

### Desserte
- Ligne Kure :
  - voie 1 : direction Kure
- Ligne principale Sanyō :
  - voie 2 : direction Hiroshima
  - voies 3 et 4 : direction Okayama
- Ligne Shinkansen Sanyō :
  - voie 6 : direction Hakata
  - voie 7 : direction Shin-Osaka